# Scytalopus zimmeri
Scytalopus zimmeri là một loài chim trong họ Rhinocryptidae.